# Slava Vojvodine Kranjske
Slava Vojvodine Kranjske (njemački: Die Ehre dess Hertzogthums Crain) enciklopedijsko je djelo koje je izdano 1689. godine u Nürnbergu. Autor enciklopedije je Janez Vajkard Valvasor. Smatra se njegovim najvećim djelom i najvažnijem znanstvenome djelu o Kranjskoj, Valvasarovoj domovini, današnjem dijelu središnje Slovenije.
Cijelo se djelo sastoji od 4 svezaka ili knjiga koja su podijeljena na 15 poglavlja ili knjiga. Djelo sveukupno ima 3532 stranica, 24 priloga i 528 bakroreza. Valvasor je predstavio Kranjsku preko nekoliko znanosti, poput povijesti, zemljopisa, topografije, medicine, etnologije, biologije, geologije, itd.
Zbog visoke cijene tiskanja, Valvasor je bio prisiljen prodati dvorac Bogenšperk i svoje rodno mjesto u Ljubljani, nakon čega se preselio u Krško gdje je jednu godine kasnije umro.

## Svesci

### I. svezak
I. svezak se sastoji od četiri knjiga.

#### I. knjiga
Autor je Erazem Francisci. Podijeljena je na 8 poglavlja i obuhvaća 96 stranica. U njoj Francisci raspravlja o imenima naroda koje žive u Kranjskoj. također se udubio u etimologiju samoga imena Kranjske (Carnorum ili Carnutum). 

#### II. knjiga
Obuhvaća 83 poglavlja i 200 stranica. Valvasor je ovu knjigu nazvao „kratka topografija” ili „sažeta topografija”. Autor definira granice Kranjske, opisuje njenu podjelu na gornju, donji, središnji, unutarnji i istarski dio. Opisuje stanovnike Kranjske i njihove običaje, a zatim se posvećuje suočavanju s njenim pojedinim dijelovima i njihovim običajima, prehrambenim navikama, planinama, rijekama, izvorima, pećinama, dvorcima, rudnicima, itd.

#### III. knjiga
Obuhvaća 38 poglavlja i 168 stranica. Svojevrsno je topografsko-povijesno poglavlje jer opisuje vodene mase, klimu, bolesti, biljke, rudnike, pri čemu se najviše posvećuje rudniku žive u Idriji. 

#### IV. knjiga
Obuhvaća 53 poglavlja i 168 stranica. U ovoj knjizi Valvasor opisuje fosile, životinjski i biljni svijet. Posebno se posvećuje krškome i podzemnome svijetu Kranjske, a pogotovo Notranjske. 

### II. svezak
II. svezak se sastoji od 4 knjige.

#### V. knjiga
Obuhvaća 16 poglavlja i 268 stranica. Autor ovo knjige je Erazem Francisci. Raspravlja o narodima koji su nastanjivali Kranjsku do dolaska Franaka. Ova knjiga poprilično je povezana s djelom Carniola antiqua et nova od Janeza Ludvika Schönlebena.

#### VI. knjiga
Obuhvaća 11 poglavlja i 102 stranice. Ova knjiga je važna jer govori o kranjskome, tj. slovenskome jeziku. Zatim govori o nošnji, običajima pojedinih dijelova Kranjske.

#### VII. knjiga
Obuhvaća 17 poglavlja i 120 stranica. Posvećena je vjeri i raznima vjerovanjima, od poganskih običaja, pokrštavanja, protestantizma i protureformacije u Kranjskoj, do praznovjerja, običaja i čarolija.

#### VIII. knjiga
Za razliku od ostalih knjiga ovoga sveska, nije podijeljena na poglavlja, već na odjeljke. Obuhvaća 346 stranica. U ovoj knjizi autor opisuje svećenike, patrijarhe, biskupe, crkvene redove i župe.

### III. svezak
III. svezak se sastoji od 3 knjige.

#### IX. knjiga
Obuhvaća 12 poglavlja i 122 stranice. U ovoj se knjizi opisuju zakonske i upravne regulacije zemlje, Također se opisuju kranjske plemićke obitelji i njihovi grbovi. Podrobno su predstavljeni upravitelji Kranjske. 

#### X. knjiga
Obuhvaća 30 poglavlja i 274 stranica. Ova knjiga posvećena je vladarima Kranjske. Predstavljena je politička povijest vojvoda i knezova. Prikazuje povijest od antike do 1689. godine kada je ovo djelo izdano.

#### XI. knjiga
Obuhvaća 730 stranica čime je najopširnija knjiga. Nije podjeljena na poglavlja. Ova knjiga je doslovna topografija ili „topografija dvoraca”. Abecednim redosljedom prikazuje mjesta, trgove, dvorce, samostane i ostale znamenitosti te njihove ilustracije.

### IV. svezak
Sastoji se od 4 knjige.

#### XII. knjiga
Obuhvaća 13 poglavlja i 134 stranica. u ovoj knjizi govori se o Hrvatskoj, njenim pograničnim krajevima, uključujući one koji su pali pod osmansku vlast. U ovoj s eknjizi na dalje govori o pojedinima mjestima i utvrdama Hrvatske.

#### XIII. knjiga
Obuhvaća 6 poglavlja i 112 stranica. Ova knjiga posvećena je povijesti. U ovoj se knjizi može čitati o argonautima, Emoni, raznima vojnima pohodima, itd. Ova knjiga slična je V. knjizi.

#### XIV. knjiga
Obuhvaća 26 poglavlja i 184 stranica. U ovome razdoblju prikazana je rimska vladavina, velika seoba naroda i razdoblje do austrijske vladavine. Podrobno su opisani vojni sukobi između domaćega stanovništva i Rimljana, konačni poraz domaćega stanovništva, pobuna rimske vojske, vladavine cara Konstantina I. Velikoga, rat Teodozija I. Velikoga protiv Gota, upadi Slavena, detaljniji opisi drugih mjesta i političkih uvjeta.

#### XV. knjiga
Obuhvaća 34 poglavlja i 314 stranica. Sadrži ljetopise Kranjske pod austrijskom vladavinom. Na kraju knjige nalaze se još dvije neobjavljene stranice komentara i ispravke za tisak.

## Kazalo
Djelo Slava Vojvodine Kranjske u cjelini ne sadrži jedno zajedničko kazalo. Zbog toga je Oskar Gratzy-Wardengg naknadno napisao Repertorium zu J. W. Freiherrn von Valvasors »Die Ehre des Herzogthums Krain« (1689) – stvarno kazalo za sva četiri sveska Slava Vojvodine Kranjske koje je izašlo 1901. godine i imalo je 112 stranica.

## Ostali autori
Pored Janeza Vajkarda Valvasora valja od ostalih autora spomenuti Erazma Franciscija koji je Valvasoreve sastavke uređivao i oblikovao, dodao razna objašnjenja i komentare, a također je i autor prve i pete knjige. 
Na radu djela pomoglo je osam pjesnika: barunica Catharina Regina von Greiffenberg, Pavao Ritter Vitezović, Franc Siezenheim, Janez Ludvik Prasch, Janez Gregor Dolničar (Thalnitscher), Janez Krstnik Petermann, Krištof Wegleiter i Johannes Gabriel Majer.
Slava Vojvodine Kranjske ukrašena je ilustracijama i zemljovidima kojima su osim Valvasora pridonijeli: Janez Koch, Johannes Wiriex,  Joh. Alex. Boener,  Matija Greyscher. Bakroresci su bili: Pavao Vitezović-Ritter, Andrej Trost, Peter Müngersdorff, Bartl Jernej Rambschissl, J. Atzelt,  Fl. Schnabell i Erazem Francisci.

## Pretisci
Prva dva sveska ponovno su tiskana 1877. godine, a druga dva između 1877. i 1879. godine. Urednici ovoga izdanja su Janez Krajec koji je također bio izdavač i tiskar, Josip Pfeifer. Peter Radics autor je nadodanoga teksta. Format se promijenio od prvoga izdanja, ilustracije i prilozi ne odgovaraju uvijek originalu.
Faksimil je objavila Mladinska knjiga između 1971. i 1973. godine. Urednik i autor dodatnoga teksta bio je Branko Reisp.